# Leon Chiwome
Leon Chiwome (sinh ngày 10 tháng 1 năm 2006) là một cầu thủ bóng đá người Anh hiện đang thi đấu cho câu lạc bộ Wolverhampton Wanderers.